# Per Bergerud
Per Bergerud, né le 28 juin 1956 à Flesberg, est un sauteur à ski norvégien.

## Biographie
Per Bergerud, licencié au club Svene IL, fait ses débuts internationaux à la Tournée des quatre tremplins en 1974, compétition dans laquelle il gagne deux étapes au Bergisel en 1978 et 1982. Il prend à la nouvelle Coupe du monde lors de la saison 1979-1980, se classant huitième pour ses débuts. En mars 1980, il gagne le premier de ses quatre concours à Vikersund. En 1981, il devient champion du monde par équipes à Oslo et est vainqueur à Engelberg, lieu de son ultime victoire en Coupe du monde en 1983, lorsqu'il obtient son meilleur classement général avec le cinquième rang. 
Il compte également trois participations aux Jeux olympiques, en 1976, 1980 et 1984, mais n'obtient aucun top dix (18e et 16e en 1980 au mieux).
Après sa victoire au grand tremplin aux Championnats du monde 1985 (médaille de bronze au petit tremplin aussi), il reçoit la Médaille Holmenkollen en 1985, récompensant ses performances sportives. Il prend sa retraite sportive à l'issue de cette saison.

## Palmarès

### Jeux olympiques
| Épreuve / Édition | Innsbruck 1976 | Lake Placid 1980 | Sarajevo 1984 |
| Petit tremplin    | 40e            | 18e              | 45e           |
| Grand tremplin    | 26e            | 16e              |               |

### Championnats du monde
| Épreuve / Édition | Oslo 1982 | Engelberg 1984 | Seefeld 1985 |
| Petit tremplin    |           |                | Bronze       |
| Grand tremplin    | 11e       |                | Or           |
| Par équipes       | Or        | 6e             |              |

### Championnats du monde de vol à ski
| Épreuve / Édition | Vikersund 1977 | Planica 1979 | Oberstdorf 1981 | Planica 1985 |
| Individuel        | 12e            | 32e          | 25e             | 12e          |

### Coupe du monde
- Meilleur classement général : 5e en 1983.
- 15 podiums individuels : 4 victoires, 5 deuxièmes places et 6 troisièmes places.

#### Liste des victoires
| Année | Lieu                 |
| 1980  | Vikersund (Norvège)  |
| 1981  | Engelberg (Suisse)   |
| 1982  | Innsbruck (Autriche) |
| 1983  | Engelberg (Suisse)   |

#### Classements généraux
| Compet'/Année | Compet'/Année | Coupe du monde | Coupe du monde |
| ------------- | ------------- | -------------- | -------------- |
| Compet'/Année | Compet'/Année | Class.         | Points         |
| 1980          | 1980          | 17e            | 70             |
| 1981          | 1981          | 8e             | 124            |
| 1982          | 1982          | 6e             | 129            |
| 1983          | 1983          | 5e             | 137            |
| 1984          | 1984          | 12e            | 80             |
| 1985          | 1985          | 9e             | 88             |

### Tournée des quatre tremplins
- 6 podiums d'étape, dont 2 victoires.